# Sint-Andreaskerk (Groessen)
De Sint-Andreaskerk is een voormalig rooms-katholiek kerkgebouw in Groessen.
De kerk was gewijd aan de heilige Sint-Andreas. Het is een rijksmonument en wordt vanwege zijn omvang ook wel de 'Kathedraal van de Liemers' genoemd.
De kerk is diverse malen verbouwd waardoor het gebouw verschillende stijlkenmerken heeft. Het werd uiteindelijk vooral een zogenaamde laatgotische kruisbasiliek met pseudobasilicaal schip en romaanse toren. In het schip zijn inwendig zuilen en kruisribgewelven aanwezig.

## Bouwgeschiedenis
De romaanse tufstenen toren is het oudste deel van de kerk en werd omstreeks 1150-1180 gebouwd, met daar tegenaan een klein romaans zaalkerkje. De tufstenen werden met ossenwagens uit Zuid-Limburg gehaald.
De toren bestaat uit drie geledingen met spaarvelden die gevormd worden door lisenen en boogfriezen. Wat de eerste geleding betreft zijn ze voorzien van geprofileerde voet- en koplijsten, die van de tweede hebben alleen maar door een profiel gemarkeerde voeten, verbonden door boogfriezen, waarvan elk van de boogjes uit één stuk tufsteen is gehakt. De toren heeft een zeer steile ingesnoerde naaldspits. Het portaal van de toren heeft een omlijsting van basaltlava (laatgotisch) met twee doodshoofdjes. In de westgevel, naast de ingang is een Baumbergerzandstenen reliëf zichtbaar van Christus met de wereldbol, deze is afkomstig uit het boogveld van de vroegere ingang. In de toren zijn aanzetten van gewelven aanwezig.
In de 15e eeuw werd, waarschijnlijk na een of enkele verbouwingen, het oorspronkelijke eenbeukige romaanse langhuis dat aan de toren stond afgebroken en vervangen door een driebeukig schip met spitsboogvensters, ribgewelven en kraagstenen in gotiek (bouwkunst) stijl. Het meest westelijke deel van deze verbouwing is hiervan overgebleven.
Omstreeks 1890-1891 werd de kerk door architect Johannes Wilhelmus Boerbooms vernieuwd en vergroot. Het bestaande priesterkoor werd afgebroken en de oorspronkelijk kerk werd uitgebreid tot een smalle driebeukige kruiskerk in neogotische stijl. Tijdens deze verbouwing werden het schip en de toren gerestaureerd. Hierbij gingen middeleeuwse wandschilderingen verloren.
Na de Eerste Wereldoorlog bleek de kerk te klein en werd daarom in 1921 opnieuw verbouwd. Hierbij werd de derde travee van de noorderzijbeuk geheel verbouwd, waardoor een kerk met een halve T-vorm ontstond. Het uurwerk op de toren werd uitgebreid en kreeg een plaats op de torenspits. Ongeveer tien jaar na deze verbouwing, in 1932-1933, werden het priesterkoor en transept uit 1891 afgebroken en de kerk ingrijpend vergroot door de toevoeging van een transept met kruisingstoren en een apsis met koor naar een ontwerp van architect Hendrik Willem Valk, waardoor een christocentrische kerk ontstond.
Deze verbouwing werd mede geïnitieerd door pastoor Herman Hermanus Kruis. Na een reis naar Parijs om ideeën op te doen voor de verbouwing, was hij onder de indruk van de koepel op de Sacré-Cœur. Hij investeerde 60.000 gulden om de kerk een koepel te geven. De bouw werd aanbesteed voor 130.000 gulden. In 1932 werd de bouw door een affaire rond pastoor Kruis, stilgelegd. De pastoor werd ontslagen en verdween uit het dorp. De verbouwing werd in 1933 voltooid zonder koepel. Hiervoor in de plaats kwam de kruisingstoren met teruggeplaatste torenspits. Bij de bouw kreeg men nog een zware tegenslag te verwerken, toen bij de sloop van een gedeelte een stuk pilaar moest worden opgeblazen, werd een arbeider onder het puin vermorzeld.
De kerk is in 1991-1992 aan de buitenzijde geheel gerestaureerd.

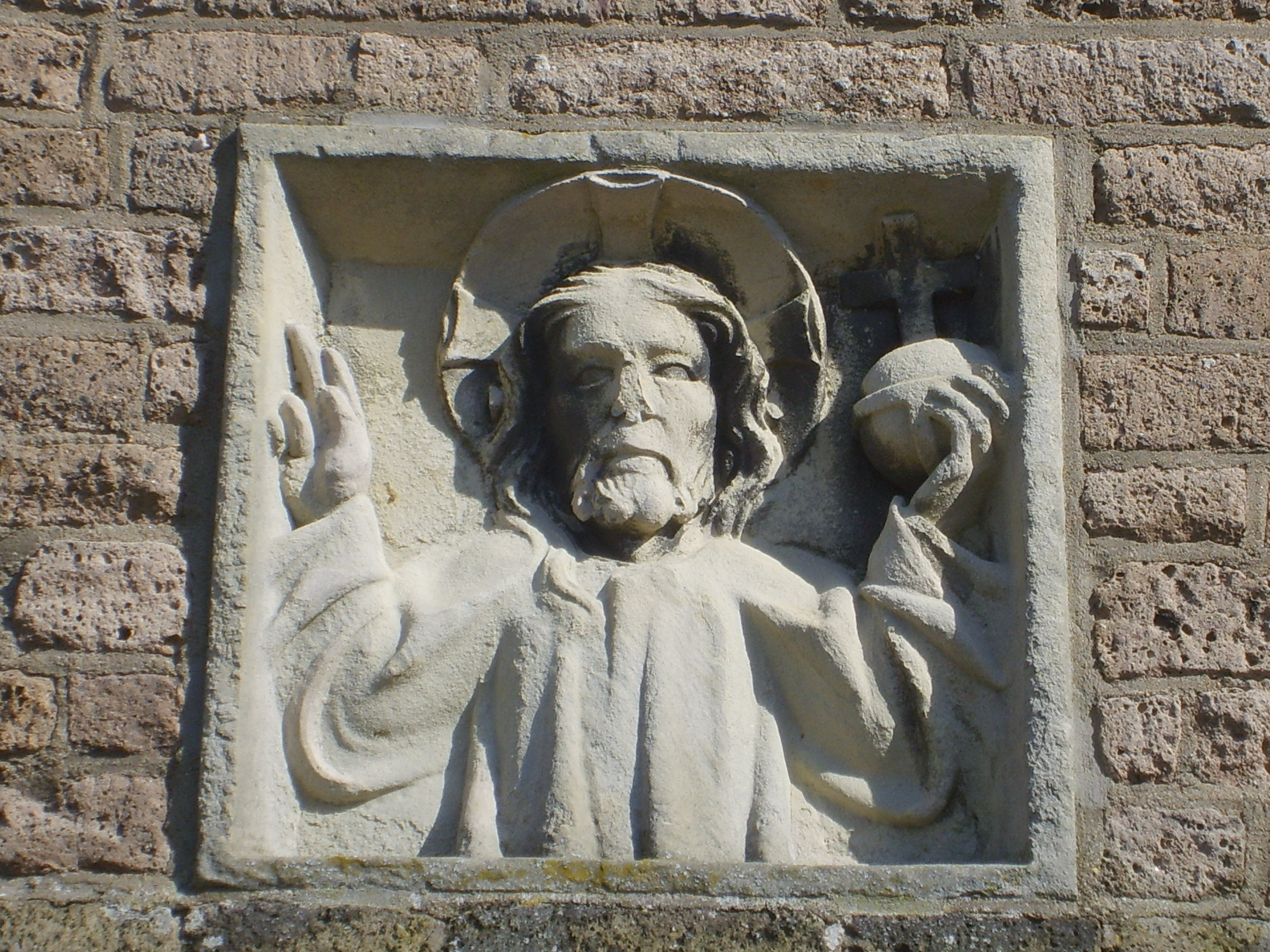
Reliëf van Christus met de wereldbol in de westgevel van de kerktoren

## Interieur
Om eenheid in het interieur te krijgen werden de schilderingen in het koor verwijderd en de muren helemaal ruw afgebikt. Het hout van het koor achter in de kerk werd later voor de doopkapel gebruikt. De preekstoel werd naar links verplaatst en de communiebank in tweeën gedeeld. De vloertegels werden in stukken geslagen en in wildverband gelegd. Architect Valk gaf hieraan een symbolische betekenis dat iedere parochiaan zijn eigen stukje 'steen' had bijgedragen.

### Wandschilderingen doopkapel
De wandschilderingen in de doopkapel zijn van de hand van de Friese schilder Jacob Ydema en dateren uit 1952. Aan de raamzijde is de ark van Noach te zien. Aan de overzijde, boven een boog, is Jezus afgebeeld, in gesprek met een Samaritaanse vrouw. De derde muur toont de doortocht door de Rode Zee. Mozes leidt het volk van Israël uit Egypte naar het beloofde land, achtervolgd door de Egyptische farao. Volgens het verhaal week de zee miraculeus uiteen bood zo een doorgang. Toen de farao en zijn leger volgden strekte Mozes zijn staf uit, de zee vloeide weer terug en de Egyptenaren verdronken in het kolkende water, met man en paard. De wandschildering kent twee registers: bovenin Mozes met zijn staf, en het Israëlische volk: mannen, vrouwen, kinderen en bejaarden. Zij dragen al hun bezittingen mee. In het onderste register is het verdrinkende leger van de farao te zien. De voorstelling sluit aan bij het thema van de doopkapel: zij volgt een tekst van de apostel Paulus dat het volk in de Rode Zee als het ware gedoopt werd: 1 Kor. 10:2.

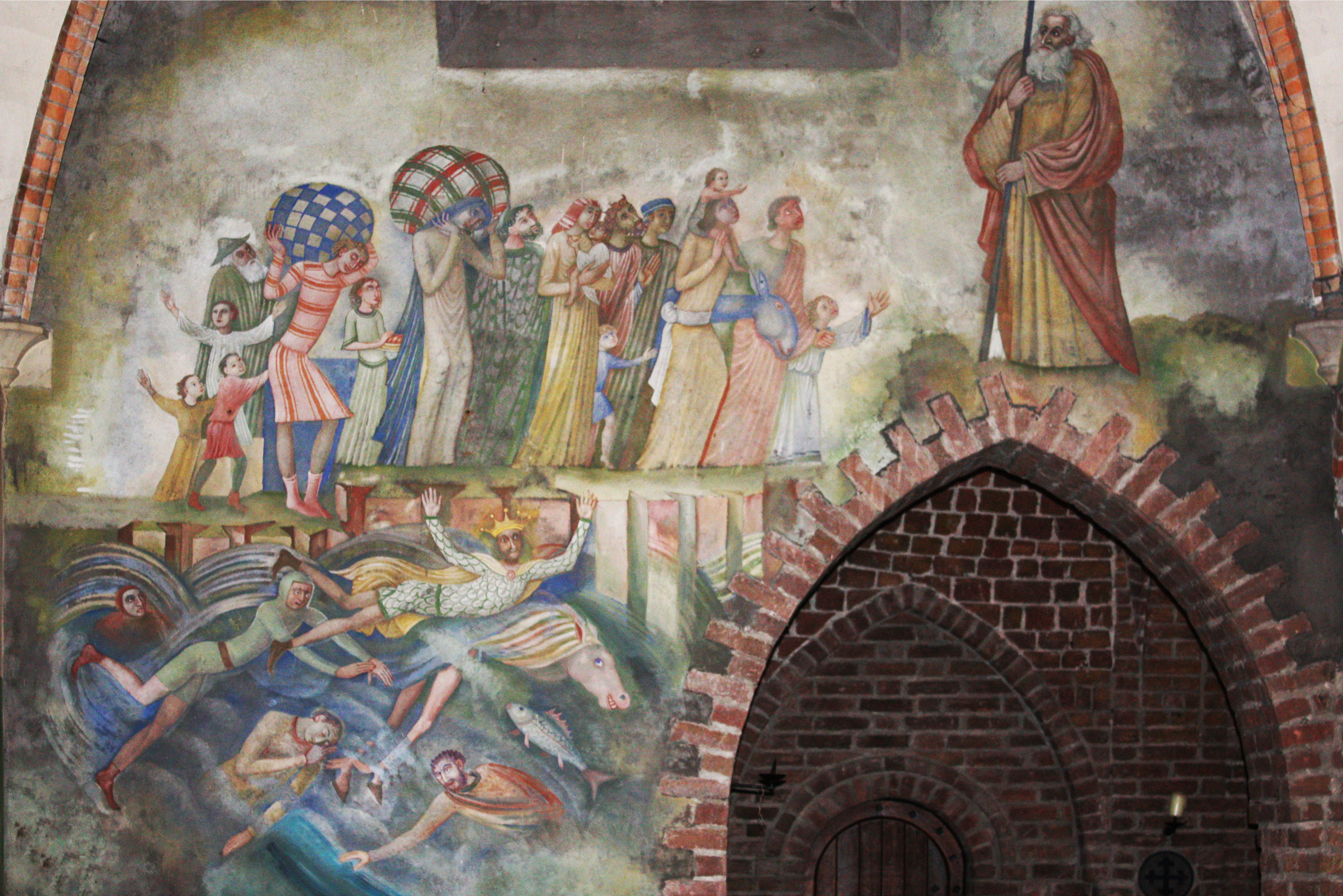
Jacob Ydema, Doortocht door de Rode Zee, Doopkapel Sint-Andreaskerk Groessen (1952)

Ydema wordt beschouwd als een vertegenwoordiger van de zogenaamde barokke school uit de tijd van het interbellum. De schilderingen in het latere werk staan ver af van zijn eerdere werk. Stilistisch sluit het aan bij de muurschilderingen van Ydema in onder andere de Sint-Isidoruskerk in Sint-Isidorushoeve (1947-1949), de Maria ten Hemelopnemingkerk in Doetinchem  (1947-1948), de Heilige Hartkerk in Breda (1949) en de Antonius van Padua-kerk in Nieuw-Dijk bij Didam. De Doortocht door de Rode Zee in Groessen (1952) staat aan het einde van deze ontwikkeling, tezamen met de Immaculate Conceptionkerk in Jennings, Louisiana in de Verenigde Staten (1957).

## Inventaris
Omdat de kerk door de eeuwen heen altijd in rooms-katholieke handen bleef, dateert veel van de inventaris van nog voor de reformatie.
In de torenruimte liggen enkele grafzerken van pastoors uit de hervormingstijd, drie zerken, waarvan één uit 1546. De grootste is in renaissancestijl voor Herman van de Loo Wesselszoon en zijn vrouw Digna van IJzendoorn uit 1569, deze zijn in 1891 in de vloer gemetseld.
In het schip vallen gefigureerde kraagstenen op. Die van de noorderbeuk zijn voorzien van de figuren van Mozes met stenen tafelen, koning David met harp en twee profeten, die van de zuiderzijbeuk van de figuren van wijze en dwaze meisjes en als laatste die van de middenbeuk van twee gehurkte figuren en van vermoedelijk twee profeten.
In de kerk zijn een aantal kunstschatten te zien, waaronder een 14e-eeuwse gotische hardstenen doopvont met vier vrij schematisch gehakte maskers. De omtuining van het doopvont is vermoedelijk vervaardigd uit een deel van de borstwering van een orgelgalerij in renaissancestijl, dat stamt uit de vroege 18e eeuw.
Ook is een serie uit hout gesneden losse beelden van rond 1500 te bezichtigen, waaronder drie gotische beelden van Heilige Barbara met als attribuut de toren waarin zij gemarteld werd, Sint-Bonifatius met mijter en Maria met het Kind en een laatgotisch beeld van Sint-Anna te Drieën. Daarnaast zijn er twee grotere withouten beelden uit de 18e eeuw van Sint-Willibrordus met de kerk en Sint-Antonius met het kind Jezus. Boven het hoofdaltaar hangt een gotisch kruisbeeld aan een vernieuwd kruis.
Bij het altaar staat een renaissance beeldkastje dat aan de binnenzijde is voorzien van afbeeldingen van Sint-Agnes (links) en Sint-Catharina (rechts) en aan de buitenzijden van Sint-Ursula en Sint-Geertruid van Nijvel, op de zijkanten staan Sint-Apollonia en Sint-Cecilia afgebeeld.
Vermeldingswaard zijn verder een 17e-eeuws verguld-zilveren monstrans met getorste kolommetjes, een bronzen gotische aquamanile uit 1500 en een renaissance-orgelkast met snijwerk uit het midden van de 17e eeuw.

## Kerkklokken
In december 1942 werden door de Duitsers twee in 1612 door Peter van Trier gegoten kerkklokken die in de klokkenstoel hingen gevorderd en afgevoerd. Ze werden na de Bevrijding vervangen door twee moderne klokken. De derde klok heeft een diameter van 80 cm, hij dateert uit 1692 en werd gegoten door Gerhart Schimmel. Het smeedijzeren torenuurwerk van de firma Bernhard Vortmann uit Recklinghausen is mechanisch en werd later voorzien van elektrische opwinding.

## Kruisigingsgroep

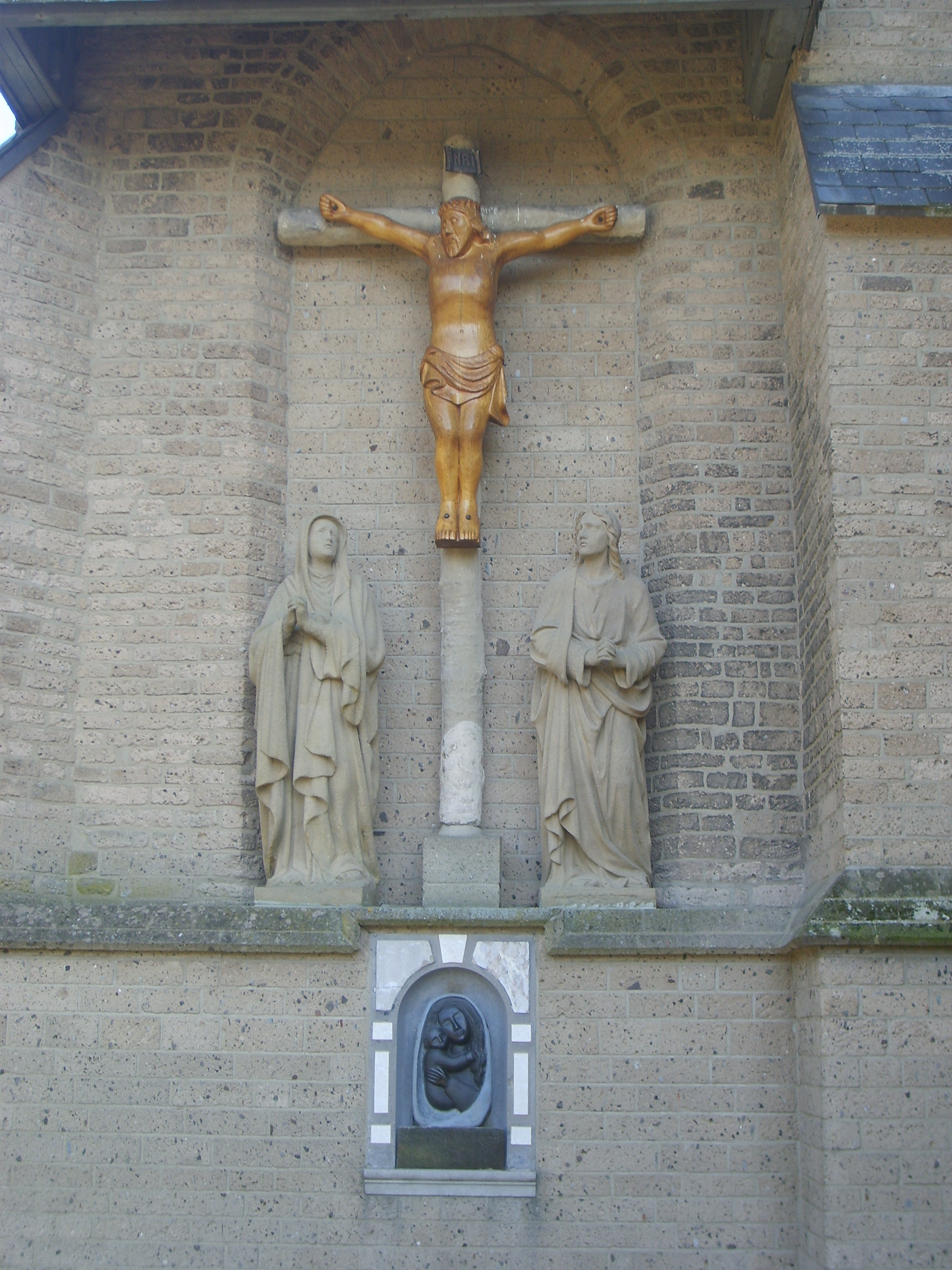
De kruisigingsgroep van de Sint-Andreaskerk in 2012

Links van de kerktoren tegen de kerk staat een kruisigingsgroep. Op de oudste foto’s van de kerk is een kruisbeeld te zien. Of er ook andere beelden bij staan is niet goed te onderscheiden. Wel is bekend dat er gedurende het grootste deel van de 20e eeuw links en rechts van dit stenen kruisbeeld twee eveneens stenen beelden stonden van Maria en Johannes. Deze kruisigingsgroep is waarschijnlijk op het einde van de 19e eeuw aangebracht en heeft tot eind jaren 1980 op de vertrouwde plek en voor de toentertijd omrasterde pastoorsgraven gehangen.
Na de laatste grondige restauratie van de kerk werd de kruisigingsgroep verwijderd waarbij het kruisbeeld verloren is gegaan en de beelden van Maria en Johannes werden opgeborgen in een schuurtje op de begraafplaats. Hierna kregen de beelden een plaats in de pastorietuin. In 2007 werden beide beelden opgeknapt. Het kruisbeeld is hierbij vervangen door een uit hout gesneden beeld. De herstelde kruisigingsgroep is op vrijdag 30 november 2007 ingezegend.

## Sluiting
In een plechtige slotviering is op zaterdag 13 januari 2024 de St. Andreaskerk in Groessen aan de eredienst onttrokken. Het gebouw werd door het bisdom te koop aangeboden. De Andreaskerk te Zevenaar is sinds 2024 het eucharistisch centrum voor de gelovigen van St. Willibrordusparochie.